# Fissarcturus bathyweddellensis
Fissarcturus bathyweddellensis är en kräftdjursart som beskrevs av Brandt 2007. Fissarcturus bathyweddellensis ingår i släktet Fissarcturus och familjen Antarcturidae. Inga underarter finns listade i Catalogue of Life.